# Kappelen BE
| BE ist das Kürzel für den Kanton Bern in der Schweiz. Es wird verwendet, um Verwechslungen mit anderen Einträgen des Namens Kappelen zu vermeiden. |

Kappelen (frz. Chapelle) ist eine Einwohnergemeinde im Verwaltungskreis Seeland des Kantons Bern in der Schweiz.

## Nachbargemeinden

Luftbild von Walter Mittelholzer (1923)

Die Nachbargemeinden sind in alphabetischer Reihenfolge: Aarberg, Bargen, Bühl, Hermrigen, Jens, Lyss, Merzligen, Walperswil und Worben.

## Bevölkerung
87,23 % der Einwohner von Kappelen sind deutscher Muttersprache. In Kappelen gibt es zahlreiche Vereine, unter anderem den UHC Kappelen mit vier Aktiven- und drei Juniorenmannschaften.

## Politik
Gemeindepräsident ist Simon Gfeller (SVP-Liste; Stand 2024).
Bei den Nationalratswahlen 2023 betrugen die Wähleranteile in Kappelen (in Klammern die Veränderung im Vergleich zu den Wahlen 2019 in Prozentpunkten): SVP 49,14 % (+8,84), Mitte 12,09 % (−5,77), SP 10,67 % (−1,28), glp 6,40 % (−0,85), FDP 5,72 % (−0,20), Grüne 5,21 % (−2,44), EDU 3,04 % (+1,38), EVP 2,90 % (−0,09), SD 0,26 % (−0,47).

### Wappen
Das am 6. Februar 1945 vom Regierungsrat anerkannte Gemeindewappen zeigt auf Blau eine weisse Kapelle mit roten Dächern.

## Geschichte
Im Jahr 1226 wurde der Ortsname erstmals als Capellon erwähnt.

## Verkehr
Kappelen besitzt ein kleines Flugfeld mit Graspiste. Die Autostrasse/Autobahn T 6 Biel–Bern führt im Osten der Gemeindegrenze entlang. Kappelen liegt näher beim Anschluss Lyss Süd, Werdthof näher beim Anschluss Lyss Nord. Dieser Anschluss liegt teilweise auf Gemeindegebiet. Kappelen ist durch die Buslinie Biel–Aarberg an den öffentlichen Verkehr angeschlossen.

## Persönlichkeiten
- Walther Hofer (* 1920 in Kappelen; † 2013 in Stettlen), Historiker und Politiker